# Nesogordonia macrophylla
Nesogordonia macrophylla är en malvaväxtart som beskrevs av Arenes. Nesogordonia macrophylla ingår i släktet Nesogordonia och familjen malvaväxter. Inga underarter finns listade i Catalogue of Life.